# Guerra FISA-FOCA
La guerra FISA-FOCA fu un periodo della storia della Formula 1 durante il quale la Fédération internationale du sport automobile (FISA), e la Formula One Constructors Association (FOCA) si contesero il potere e il denaro della F1, al punto da condizionare il campionato. Questa lotta, che ebbe la sua acme nel periodo 1979-1982, non terminò che nel 1987, con la seconda versione del patto della Concordia.

## Il contesto
Il campionato mondiale di Formula 1 è organizzato fin dalla sua fondazione dall'organo sportivo della Federazione Internazionale dell'Automobile (FIA): la Commissione Sportiva Internazionale (CSI). All'inizio degli anni settanta il britannico Bernie Ecclestone (che aveva acquistato la scuderia Brabham all'inizio della stagione 1971) comincia a federare in associazione la maggior parte delle scuderie di Formula 1. Rapidamente si viene a costituire la FOCA (Formula One Constructor Association). L'ambizione della FOCA è doppia:
- Economica. I ricavi generati dalle corse, così come le spese sostenute dalle squadre, sono considerevolmente aumentati, di pari passo con l'aumento dell'interesse del pubblico per questo sport. Un'organizzazione senza scopo di lucro come la CSI mostra un interesse relativo allo sviluppo commerciale e le somme generate dai gran premi vengono riversate nell'organizzazione di altri avvenimenti sportivi. Le squadre, considerando le somme sempre maggiori che devono investire, ritengono che sia non solo possibile generare maggiori ricavi, ma che una parte della torta debba spettare loro. A nome della FOCA Ecclestone comincia a trattare direttamente con alcuni organizzatori di gran premi, garantendo le presenza delle squadre che rappresenta in cambio di una somma forfettaria via via più elevata. La FOCA stessa diventa l'organizzatrice diretta di alcune prove e comincia a negoziare con i canali televisivi, nuovo attore del mondo dei gran premi (non ancora il più importante ma sul punto di diventarlo).
- Sportiva. L'organizzazione strettamente sportiva del campionato del mondo è di competenza della CSI, ma anche su questo la FOCA pensa di avere qualcosa da dire e rifiuta di lasciarsi dettare le modifiche regolamentari, che sono causa di spese aggiuntive per le scuderie.

La crescita della forza della FOCA sembra irresistibile, al punto che nel 1978 riesce a far recedere la CSI dall'intenzione di rallentare le vetture definite Wing-car abolendo le minigonne. Questi elementi aerodinamici permettono di ottenere un migliore flusso d'aria sotto la monoposto e conseguentemente una migliore tenuta in curva, per la CSI si tratta di una questione di sicurezza perché i circuiti sono inadatti ad accogliere senza rischi delle vetture le cui prestazioni sono così aumentate. All'inizio della stagione 1978 la CSI discreditata per la sua debolezza nomina al suo vertice Jean-Marie Balestre, uomo di polso, che è stato eletto su un programma il cui tema principale è la ripresa del controllo della Formula 1 da parte della CSI. In altre parole Balestre intende restaurare il potere della CSI (che non tarderà a far rinominare FISA Fédération Internationale du Sport Automobile) opponendosi frontalmente all'ambiziosa FOCA con cui lo scontro sarà inevitabile.

## Conflitti su minigonne e turbo
Dopo aver ottenuto nel 1978 che le minigonne rimanessero consentite, la FOCA va ancora più in là nell'opera di lobbying ed esige che nel 1979 i motori turbo siano vietati o perlomeno che l'equivalenza di cilindrata da 1 a 2 tra motori turbo (1500 cm³) e motori atmosferici (3000 cm³) venga modificata. Nel 1979, il motore turbo messo a punto dalla Renault ottiene la sua prima vittoria e tutti capiscono che i turbo non tarderanno a dominare le competizioni. La preoccupazione consiste nel fatto che la tecnologia del turbo è estremamente complessa e costosa da mettere a punto e solo i grandi costruttori generalisti come Renault, FIAT (proprietaria della Scuderia Ferrari) e Alfa Romeo se la possono permettere. La FOCA ritiene che i suoi membri (essenzialmente gli assemblatori britannici, esperti nel realizzare i telai e nell'innovazione aerodinamica, ma che in materia di motori utilizzano tutti il V8 Cosworth commerciale) rischino di non sopravvivere alla rivoluzione del turbo.
Balestre e la FISA non accondiscendono alla richiesta della FOCA di bandire il turbo e vanno dunque nel senso delle scuderie che saranno definite "legaliste", che sono Renault (allora unico motorista turbo), Ferrari e Alfa Romeo, pronte a realizzare a loro volta un motore turbo, a cui si aggiunge l'Osella che, pur essendo dotata di motore Cosworth, si allinea alle posizioni delle maggiori scuderie italiane. Al contrario la FISA recupera il suo progetto iniziale di vietare le minigonne a partire dalla stagione 1981 e va ancora più in là tentando perfino di vietare per regolamento, qualunque accordo tra un organizzatore di prove e un concorrente o un suo organismo rappresentativo (dunque la FOCA). La guerra è dichiarata.

## Conseguenze sul campionato
Presa alla gola dalle drastiche misure della FISA, la FOCA mette in atto una sorta di guerriglia contro Balestre per screditarlo. Il primo punto contestato sono i briefing organizzati prima di ogni prova dalla direzione della corsa e ai quali la FISA ha imposto l'obbligo di partecipare, per i piloti, a partire dal Gran Premio del Belgio 1980, ma le scuderie FOCA chiedono ai loro piloti di attuare un boicottaggio. Balestre distribuisce ammende ai piloti assenti ma questi, con l'eccezione di Derek Daly, si rifiutano di pagare e ripetono il loro comportamento la prova seguente, allora la FISA minaccia di sospenderli. Al Gran Premio di Spagna 1980 la situazione arriva al limite e le tre scuderie legaliste, Osella esclusa, rifiutano di prendere parte alla gara se i quindici piloti assenti ai briefing non verranno veramente sospesi. Non si trova nessun compromesso e le tre scuderie abbandonano il circuito, seguite dagli ufficiali FISA, la gara viene quindi gestita dal RACE (Real Automóvil Club de España) ed è corsa dalle squadre rimanenti. Il 4 giugno la FISA dichiara non legittimo il Gran Premio mentre per risposta la FOCA minaccia i team legalisti di non farli partecipare al successivo Gran Premio di Francia.
La crisi termina il 18 giugno quando, a Modena, si raggiunge un'intesa tra le parti che prevede il mantenimento del regolamento tecnico, in vigore, fino al 1984, in cambio la FOCA concede ai team allineati con la FISA di partecipare al Gran Premio francese e rinuncia a considerare valido per il mondiale il Gran Premio di Spagna, il caso dei briefing disertati e delle ammende non pagate viene dimenticato e il campionato 1980 può proseguire senza altri sconvolgimenti. Ma i due principali punti di scontro tra la FISA e la FOCA sono: il divieto delle minigonne per la stagione seguente e la trattative dirette che la FOCA intrattiene con gli organizzatori delle gare e i canali televisivi, scavalcando il ruolo della FISA, tornano a essere attuali con il termine della stagione. Di fronte all'impossibilità di trovare un compromesso, la FOCA minaccia di organizzare un campionato parallelo di Formula 1 e costituisce, a questo proposito, una sua propria federazione alla fine del 1980: la World Federation of Motor Sport.
A febbraio 1981, la FOCA dà esecuzione alle minacce e organizza il Gran Premio del Sudafrica 1981 a Kyalami, ma l'effetto ottenuto è lontano da quanto sperato: i partecipanti sono ben 19 e di grande qualità essendo presenti tutte le scuderie FOCA, anche se manca la Ligier che, ottenuto l'appoggio della Talbot, è passata dalla parte dei legalisti; ma le velocità medie dimostrano che la competizione non è stata particolarmente sentita e che si è trattato solo di una prova di forza, inoltre la Goodyear ha minacciato l'abbandono dalla Formula 1 se non si arriverà a una definizione della situazione, tanto che per la gara sudafricana ci sono stati problemi per l'approvvigionamento delle gomme, quindi la FOCA si rende conto che difficilmente può fare a meno dell'ufficialità FISA, d'altra parte la Renault rompe il fronte dei legalisti e si dichiara disponibile a partecipare alla successiva gara organizzata dalla FOCA, a questo punto è chiaro a tutti che un accordo è necessario.

## Il patto della Concordia
Il 5 marzo 1981 le parti si incontrano nella sede della FIA e della FISA a Parigi in Place de la Concorde, dove trovano un accordo, definito "patto della Concordia" dal nome della piazza, in cui la FISA mantiene la potestà sui regolamenti tecnici e sportivi, mentre gli introiti economici vengono suddivisi tra la FOCA e le scuderie sulla base dei risultati sportivi ottenuti da ciascuna, inoltre alla FOCA rimane la possibilità di sviluppare il business legato alle corse in particolare gestendo le trattative con i canali televisivi. Quest'ultimo punto farà di Ecclestone il patron della Formula 1 e negli anni a venire si rivelerà una miniera d'oro, tanto che alla lunga indebolirà la posizione di Balestre che nel 1991 verrà scalzato, dalla guida della FISA, dal collaboratore di Ecclestone Max Mosley.
La stagione 1981 può cominciare con le nuove regole che bandiscono le minigonne e impongono per le vetture un'altezza minima da terra di 6 cm escluse le gomme. Ma i tecnici, primi tra tutti quelli della Brabham, la scuderia di Ecclestone, si ingegnano per aggirare il regolamento e realizzano dei correttori di assetto che, pur mantenendo l'altezza regolamentare a macchina ferma, ovvero al momento dei controlli, durante la competizione si abbassano assumendo una configurazione favorevole allo sfruttamento dell'effetto suolo garantito dalle minigonne. Nel nuovo contesto collaborativo tra la FISA ed Ecclestone, questa interpretazione viene ritenuta regolare, mentre un diverso trattamento era stato tenuto per la Lotus 88, che non potrà mai partecipare alle gare, perché il doppio telaio che caratterizza questa Lotus viene considerato una struttura aerodinamica mobile, quindi vietata, anche se la filosofia di partenza era la stessa della Brabham.
La nuova intesa FISA/FOCA si manifesta di nuovo nella comune volontà di creare una superlicenza per i piloti, obbligatoria per partecipare al campionato mondiale, con l'obiettivo di limitare la libertà contrattuale dei piloti. Questo progetto, venuto alla luce nell'inverno 1981-1982, dovrà essere abbandonato in seguito allo sciopero dei piloti al Gran Premio del Sudafrica 1982, gara inaugurale della stagione. Nonostante le pressioni della FISA e delle scuderie, i piloti, capeggiati da Didier Pironi leader della loro associazione GPDA, accetteranno di correre solo dopo la garanzia del ritiro della proposta.

## Ultime provocazioni
Nel 1982, le vetture con motore turbo cominciano a essere chiaramente superiori, la crescita prestazionale di questi motori si era già concretizzata l'anno prima con le vittorie della Ferrari 126 CK di Gilles Villeneuve su due circuiti tortuosi come Montecarlo e Jarama, sui quali era ritenuto impossibile per i turbo l'essere competitivi, a causa del ritardo di risposta in accelerazione (il cosiddetto turbo-lag), ma ora i turbo sono anche affidabili e i costruttori inglesi non possono più sperare nei loro ritiri. Ecclestone trova un accordo con la BMW e schiera le sue vetture con un motore turbo, anche se ancora poco affidabile, mentre gli altri costruttori restano legati al Cosworth; dopo un debutto deludente nella gara inaugurale la Brabham torna al Cosworth e insieme agli altri costruttori prova a forzare il regolamento dove le vetture con il turbo hanno un punto debole: il peso, infatti queste pesano attorno ai 600 kg mentre gli aspirati possono agevolmente scendere sotto il minimo regolamentare di 580 kg. Essendo il peso minimo regolamentare delle vetture considerato con acqua e olio a bordo, compresa la possibilità di ripristinare i fluidi eventualmente persi durante la competizione, i team FOCA, al Gran Premio del Brasile, decidono di comune accordo di correre sottopeso e di imbarcare, dopo la fine della gara, qualche decina di litri d'acqua, in un apposito serbatoio, per aumentare il peso e farlo rientrare nel minimo regolamentare.
La manovra è così plateale che viene a essere, in effetti, un attacco politico per l'abbassamento del peso minimo. Nel successivo Gran Premio degli Stati Uniti-Ovest la Ferrari rispose con un alettone posteriore sdoppiato, ognuno delle due parti rispettava le dimensioni massime regolamentari ma complessivamente veniva raddoppiata la superficie alare, a questo punto la FISA intervenne, anche per evitare lo snaturamento di tutte le regole e squalificò Nelson Piquet e Keke Rosberg che erano arrivati primo e secondo al Gran Premio del Brasile e la Ferrari di Villeneuve terza al Gran Premio degli Stati Uniti-Ovest. Non fu invece squalificato John Watson, anch'egli su una vettura sottopeso, che era arrivato quarto in Brasile e che con le squalifiche dei primi due fu classificato secondo, questo perché la Renault aveva sporto reclamo solo contro i primi due che precedettero la vettura di Alain Prost, questo piazzamento rischiò di falsare il campionato dato che Watson fu in corsa per il mondiale fino all'ultima gara, anche se poi il titolo fu vinto da Rosberg.
Per protesta, contro le squalifiche, le scuderie FOCA disertarono il Gran Premio di San Marino, Sulla griglia di partenza ci furono solo le scuderie legaliste con l'aggiunta di ATS e Tyrrell per un totale di 14 vetture. La Tyrrell, una delle squadre più avverse al turbo, partecipò con l'autorizzazione degli altri team inglesi, per via del suo sponsor italiano, ma con il mandato di presentare un reclamo contro le vetture turbo. Il reclamo capzioso della Tyrrell fu rigettato perché ritenuto inconsistente. Questo braccio di ferro tra FISA e FOCA sarà l'ultimo. Ecclestone proseguirà la collaborazione con BMW, mentre gli altri maggiori team britannici si accorderanno con diverse case costruttrici per la fornitura di motori turbo, questo toglierà forza alla fronda anti-turbo e aprirà un nuovo scenario per la Formula 1.

## Il secondo patto della Concordia
Il patto della Concordia era previsto della durata di cinque anni e nel 1987 si riaprirono i negoziati. In questa occasione si decise che Bernie Ecclestone avrebbe costituito una propria società chiamata Formula One Promotions and Administration (FOPA, futura FOM), a cui sarebbe stata delegata, dalla FOCA, la vendita dei diritti televisivi e tutto quanto legato alla promozione della Formula 1. Lo stesso anno, Ecclestone cedette la sua scuderia e fu nominato vicepresidente della FIA, lo scontro era così finito ed Ecclestone si avviava ad avere sempre più potere all'interno degli organismi sportivi.